# Ꚇ
No debe confundirse con letra armenia պ o aproximante velar պ

Cche (Ꚇ ꚇ; cursiva: Ꚇ ꚇ) es una letra de la escritura cirílica.  Fue utilizada en los primeros alfabetos de Abjasia, donde representa la africada retrofleja sorda. La letra fue propuesta por el barón  Peter von Uslar, en su estudio lingüístico «Абхазский язык» (Idioma abjasio) publicado en 1862.